# Vicente Pérez Selfa
Vicente Pérez Selfa (Valencia, España, 21 de octubre de 1997) es un piloto de motociclismo español.  Debutó en el Campeonato Mundial de Moto3 en 2016 y desde entonces ha sido sustituto en diferentes equipos hasta 2025.
Durante 2018, llevó en número 77 en su moto en homenaje a quien fuera piloto de la academia Avintia, Andreas Pérez, fallecido durante ese año en un accidente.
En 2023, Pérez ganó el Campeonato Italiano de Moto3 tras vencer todas las carreras. Esa misma temporada, terminó en el quinto lugar, el mejor de su carrera, en el Gran Premio de Qatar del Campeonato Mundial de Moto3.

## Resultados

### FIM CEV Moto3 Junior World Championship

#### Carreras por año
(Carreras en negrita indica pole position, carreras en cursiva indica vuelta rápida)
| Año  | Moto       | 1       | 2       | 3      | 4      | 5       | 6      | 7       | 8       | 9       | 10      | 11      | 12      | Pos  | Pts |
| ---- | ---------- | ------- | ------- | ------ | ------ | ------- | ------ | ------- | ------- | ------- | ------- | ------- | ------- | ---- | --- |
| 2014 | MIR Racing | JER     | JER     | LMS    | ARA    | CAT     | CAT    | ALB Ret | NAV     | ALG Ret | VAL Ret | ALG 21  |         | NC   | 0   |
| 2015 | Honda      | ALG Ret | LMS 18  | CAT    | CAT    | ARA     | ARA    | ALB     | NAV     | JER     | JER     | VAL     | VAL     | 23.º | 16  |
| 2015 | MIR Racing | ALG     | LMS     | CAT    | CAT    | ARA     | ARA    | ALB Ret | NAV Ret | ALG 11  | JER 13  | VAL 20  | VAL 9   | 23.º | 16  |
| 2016 | BeOn       | VAL     | VAL     | LMS 20 | ARA 25 | CAT 17  | CAT 20 | ALB     | ALG     | JER     | JER     | VAL     | VAL     | 19.º | 30  |
| 2016 | KTM        | VAL     | VAL     | LMS    | ARA    | CAT     | CAT    | ALB Ret | ALG Ret | JER 10  | JER 9   | VAL 7   | VAL 8   | 19.º | 30  |
| 2017 | KTM        | ALB 10  | LMS 6   | CAT 6  | CAT 6  | VAL 4   | VAL 3  | EST Ret | JER 5   | JER 2   | ARA 7   | VAL 3   | VAL Ret | 4.º  | 121 |
| 2018 | KTM        | EST 3   | VAL Ret | VAL 8  | FRA 7  | CAT Ret | CAT 15 | ARA     | JER     | JER     | ALB     | VAL     | VAL     | 16.º | 34  |
| 2019 | KTM        | EST     | VAL     | VAL    | FRA    | CAT     | CAT    | ARA     | JER 15  | JER 8   | ALB 17  | VAL 18  | VAL 12  | 19.º | 25  |
| 2020 | KTM        | EST     | POR     | JER    | JER    | JER     | ARA    | ARA     | ARA     | VAL 13  | VAL 13  | VAL Ret |         | 24.º | 6   |

### Campeonato del mundo de motociclismo

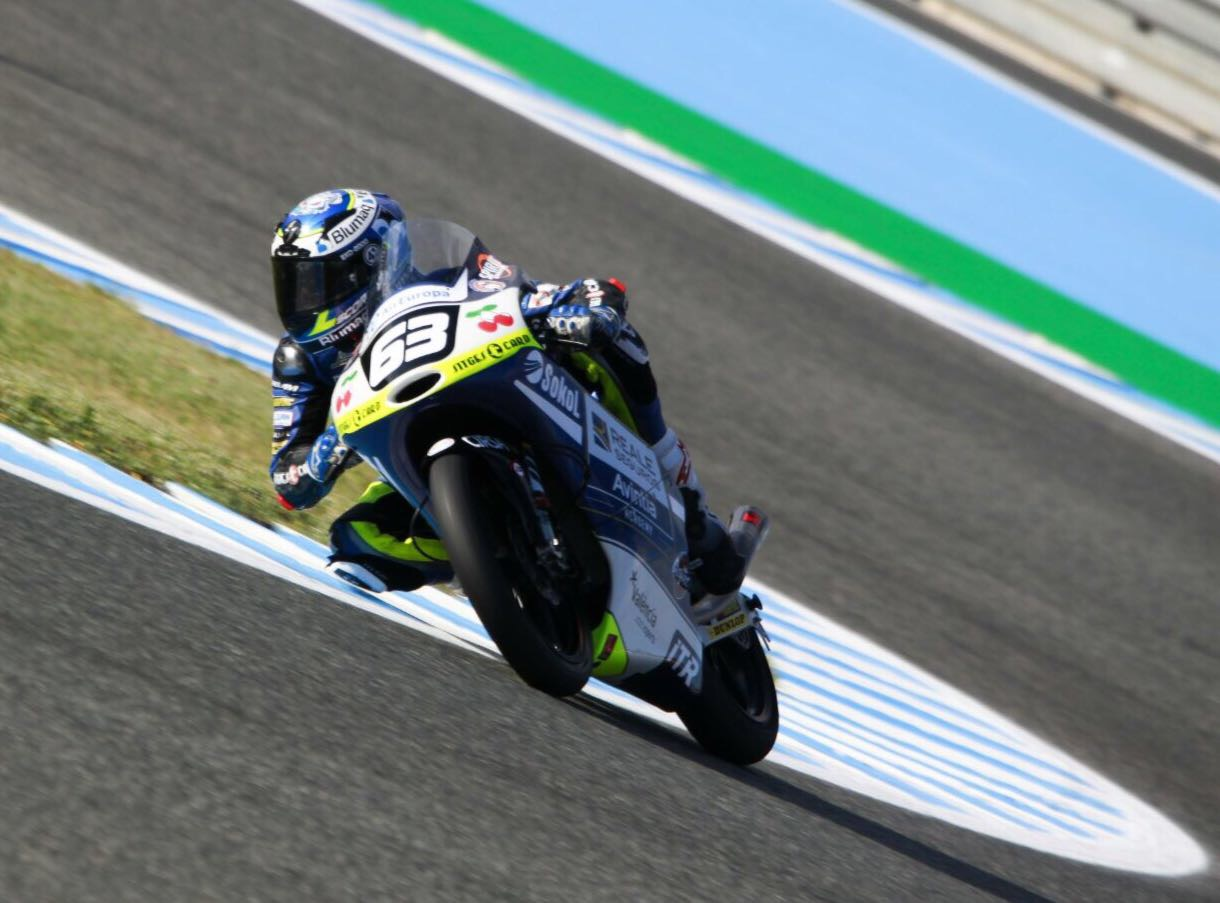
Vicente Pérez en el Gran Premio de España 2017

#### Por temporada
| Temporada | Categoría | Moto    | Equipo                   | Carreras | Victorias | Podiums |
| --------- | --------- | ------- | ------------------------ | -------- | --------- | ------- |
| 2016      | Moto3     | Peugeot | Peugeot MC Saxoprint     | 1        | 0         | 0       |
| 2017      | Moto3     | KTM     | Reale Avintia Academy    | 2        | 0         | 0       |
| 2018      | Moto3     | KTM     | Reale Avintia Academy    | 10       | 0         | 0       |
| 2019      | Moto3     | KTM     | Reale Avintia Arizona 77 | 7        | 0         | 0       |
| 2022      | Moto3     | Honda   | Rivacold Snipers Team    | 1        | 0         | 0       |
| 2023      | Moto3     | KTM     | Boé Motorsports          | 6        | 0         | 0       |
| 2024      | Moto3     | KTM     | Red Bull KTM Ajo         | 3        | 0         | 0       |
| 2024      | Moto3     | Honda   | MLav Racing              | 3        | 0         | 0       |
| 2025      | Moto3     | KTM     | LevelUp - MTA            | 4        | 0         | 0       |
| 2025      | Moto3     | Honda   | MLav Racing              | 1        | 0         | 0       |
| Total     | Total     | Total   | Total                    | 38       | 0         | 0       |

#### Carreras por año
| Año  | Cat.  | Moto    | 1       | 2       | 3      | 4       | 5       | 6       | 7       | 8      | 9       | 10      | 11      | 12      | 13      | 14      | 15    | 16      | 17     | 18     | 19      | 20      | 21  | 22  | Pos. | Pts. |
| ---- | ----- | ------- | ------- | ------- | ------ | ------- | ------- | ------- | ------- | ------ | ------- | ------- | ------- | ------- | ------- | ------- | ----- | ------- | ------ | ------ | ------- | ------- | --- | --- | ---- | ---- |
| 2016 | Moto3 | Peugeot | QAT     | ARG     | AME    | SPA     | FRA     | ITA     | CAT     | NED    | GER     | AUT     | CZE     | GBR     | RSM     | ARA     | JPN   | AUS     | MAL    | VAL 23 |         |         |     |     | NC   | 0    |
| 2017 | Moto3 | KTM     | QAT     | ARG     | AME    | SPA Ret | FRA Ret | ITA     | CAT     | NED    | GER     | CZE     | AUT     | GBR     | RSM     | ARA     | JPN   | AUS     | MAL    | VAL    |         |         |     |     | NC   | 0    |
| 2018 | Moto3 | KTM     | QAT     | ARG     | AME    | SPA     | FRA     | ITA     | CAT DNS | NED    | GER Ret | CZE 21  | AUT 25  | GBR C   | RSM 14  | ARA 15  | THA 6 | JPN Ret | AUS 20 | MAL 13 | VAL Ret |         |     |     | 27.º | 16   |
| 2019 | Moto3 | KTM     | QAT 17  | ARG Ret | AME 17 | SPA 20  | FRA Ret | ITA 19  | CAT 18  | NED    | GER     | CZE     | AUT     | GBR     | RSM     | ARA     | THA   | JPN     | AUS    | MAL    | VAL     |         |     |     | 38.º | 0    |
| 2022 | Moto3 | Honda   | QAT     | INA     | ARG    | AME     | POR     | SPA     | FRA     | ITA    | CAT     | GER     | NED     | GBR     | AUT     | RSM     | ARA   | JPN     | THA 19 | AUS    | MAL     | VAL     |     |     | 34.º | 0    |
| 2023 | Moto3 | KTM     | POR     | ARG     | AME    | SPA     | FRA     | ITA Ret | GER     | NED    | GBR     | AUT     | CAT     | RSM     | BAH     | JPN     | INA   | AUS Ret | THA 18 | MAL 12 | QAT 5   | VAL Ret |     |     | 26.º | 15   |
| 2024 | Moto3 | KTM     | QAT Ret | POR 13  | AME    | SPA 16  | FRA     | CAT     | ITA     | NED    | GER     |         |         |         |         |         |       |         |        |        |         |         |     |     | 24.º | 3    |
| 2024 | Moto3 | Honda   |         |         |        |         |         |         |         |        |         | GBR Ret | AUT 23  | ARA DNS | RSM Ret | ERM DNS | INA   | JPN     | AUS    | THA    | MAL     | SLD     |     |     | 24.º | 3    |
| 2025 | Moto3 | KTM     | THA     | ARG     | AME    | QAT     | SPA 18  | FRA 16  | GBR 9   | ARA 22 |         |         |         |         |         |         |       |         |        |        |         |         |     |     | 24.º | 7    |
| 2025 | Moto3 | Honda   |         |         |        |         |         |         |         |        | ITA Ret | NED INJ | GER DNS | CZE INJ | AUT NC  | HUN     | CAT   | RSM     | JPN    | INA    | AUS     | MAL     | POR | VAL | 24.º | 7    |

| Color     | Resultado                                                               |
| --------- | ----------------------------------------------------------------------- |
| Oro       | Ganador                                                                 |
| Plata     | 2.ª plaza                                                               |
| Bronce    | 3.ª plaza                                                               |
| Verde     | Finalizó en los puntos                                                  |
| Azul      | Finalizó sin puntos                                                     |
| Azul      | NC - No clasificado                                                     |
| Violeta   | Ret - No terminó (Carrera)                                              |
| Rojo      | DNQ - No se clasificó                                                   |
| Negro     | DSQ - Descalificado                                                     |
| Blanco    | DNS - No empezó (carrera)                                               |
| Blanco    | WD - Retirado (fin de semana)                                           |
| Blanco    | C - Carrera cancelada                                                   |
| Sin color | DNP - Inscrito pero no participó                                        |
| Sin color | INJ - Lesionado                                                         |
| Sin color | EX - Excluido                                                           |
| Estado    | Resultado                                                               |
| Negrita   | Pole position                                                           |
| Cursiva   | Vuelta rápida                                                           |
| x         | Posición en carrera sprint                                              |
| †         | Abandona, pero clasifica al completar el porcentaje requerido para ello |

### Campeonato del Mundo de Supersport 300

#### Carreras por año
(Carreras en negrita indica pole position, carreras en cursiva indica vuelta rápida)
| Año  | Moto   | 1      | 2       | 3     | 4       | 5       | 6       | 7       | 8       | 9       | 10      | 11  | 12  | 13  | 14  | 15      | 16      | Pos  | Pts |
| ---- | ------ | ------ | ------- | ----- | ------- | ------- | ------- | ------- | ------- | ------- | ------- | --- | --- | --- | --- | ------- | ------- | ---- | --- |
| 2021 | Yamaha | ARA 21 | ARA Ret | MIS 7 | MIS Ret | ASS Ret | ASS Ret | MOS Ret | MOS Ret | MAG Ret | MAG Ret | BAR | BAR | JER | JER | POR DNS | POR DNS | 33.º | 9   |